# 김병용
김병용(1931년 3월 25일~2010년 9월 6일)은 대한민국의 정치인이다. 제13대 국회의원을 지냈다.

## 역대 선거 결과
|  | 31.36% |

|  | 18.77% |